# Changas de Naranjito 2024
Questa voce raccoglie le informazioni riguardanti le Changas de Naranjito nella stagione 2024.

## Stagione
Le Changas de Naranjito disputano la loro nona Liga de Voleibol Superior Femenino, ottenendo un sesto posto al termine della regular season: ai play-off scudetto affrontano le Atenienses de Manatí ai quarti di finale, venendo eliminate in quattro incontri.

## Organigramma societario
Area direttiva
- Presidente: Eliseo Román

Area tecnica
- Allenatore: Luis Rodríguez

## Rosa
| N° | Nome                  | Ruolo | Data di nascita   | Nazionalità sportiva |
| -- | --------------------- | ----- | ----------------- | -------------------- |
| 1  | Julymar Otero         | P     | 31 ottobre 1996   | Porto Rico           |
| 2  | Kathia Sánchez        | P     | 29 novembre 1995  | Porto Rico           |
| 2  | Andrea Fuentes        | P     | 12 maggio 1999    | Porto Rico           |
| 3  | Lauren Clark          | S     | 19 settembre 2001 | Stati Uniti          |
| 3  | Kayla Lund            | S     | 14 luglio 1999    | Stati Uniti          |
| 4  | Anneclaire ter Brugge | O     | 20 febbraio 2002  | Paesi Bassi          |
| 5  | Lianelys Durán        | L     | 18 gennaio 2005   | Porto Rico           |
| 6  | Alejandra Argüello    | C     | 30 aprile 1998    | Porto Rico           |
| 7  | Génesis Collazo       | O     | 4 ottobre 1992    | Porto Rico           |
| 8  | Kariema Rodríguez     | S     | 12 giugno 1999    | Porto Rico           |
| 9  | Adanna Rollins        | S     | 10 ottobre 1999   | Stati Uniti          |
| 10 | Cynthia Rudón         | S     | 27 dicembre 1999  | Porto Rico           |
| 11 | Valeria Santos        | L     | 23 aprile 1998    | Porto Rico           |
| 12 | Yamisleydis Viltres   | C     | 26 luglio 2001    | Cuba                 |
| 12 | Kiana Schmitt         | C     | 7 marzo 2001      | Stati Uniti          |
| 13 | Joaliz Cancel         | C     | -                 | Porto Rico           |
| 14 | Andrea Serra          | S     | 14 settembre 1999 | Porto Rico           |
| 15 | Yuliana Martínez      | S     | 27 dicembre 1996  | Porto Rico           |
| 17 | Yavianliz Rosado      | L     | 27 gennaio 1997   | Porto Rico           |
| 20 | Stephanie Salas       | L     | 17 febbraio 1992  | Porto Rico           |
| 23 | Minelis Rivera        | P     | 19 aprile 2002    | Porto Rico           |
| 23 | Zoé Sostre            | C     | 12 maggio 1993    | Porto Rico           |

## Mercato
| Acquisti                               | Acquisti              | Acquisti                | Acquisti   |
| R.                                     | Nome                  | da                      | Modalità   |
| -------------------------------------- | --------------------- | ----------------------- | ---------- |
| C                                      | Joaliz Cancel         | Atenienses de Manatí    | definitivo |
| S                                      | Lauren Clark          | Central Florida         | definitivo |
| L                                      | Lianelys Durán        | UPR Arecibo             | definitivo |
| S                                      | Kariema Rodríguez     | Lake Erie               | definitivo |
| S                                      | Adanna Rollins        | Pinkin de Corozal       | definitivo |
| L                                      | Yavianliz Rosado      | -                       | definitivo |
| S                                      | Cynthia Rudón         | -                       | definitivo |
| P                                      | Kathia Sánchez        | Cangrejeras de Santurce | definitivo |
| L                                      | Valeria Santos        | Leonas de Ponce         | definitivo |
| S                                      | Andrea Serra          | Pinkin de Corozal       | definitivo |
| C                                      | Yamisleydis Viltres   | -                       | definitivo |
| Trasferimenti nel corso della stagione |                       |                         |            |
| O                                      | Génesis Collazo       | San Diego Mojo          | definitivo |
| P                                      | Andrea Fuentes        | Criollas de Caguas      | definitivo |
| S                                      | Kayla Lund            | -                       | definitivo |
| L                                      | Stephanie Salas       | Criollas de Caguas      | definitivo |
| C                                      | Kiana Schmitt         | Creighton               | definitivo |
| C                                      | Zoé Sostre            | Mets de Guaynabo        | definitivo |
| O                                      | Anneclaire ter Brugge | Alba-Blaj               | definitivo |

| Cessioni                               | Cessioni                 | Cessioni                | Cessioni   |
| R.                                     | Nome                     | a                       | Modalità   |
| -------------------------------------- | ------------------------ | ----------------------- | ---------- |
| S                                      | Áurea Cruz               | Athletes Unlimited      | definitivo |
| C                                      | Nicole Cruz              | Cangrejeras de Santurce | definitivo |
| C                                      | Shelly Fanning           | Athletes Unlimited      | definitivo |
| P                                      | Saige Ka'aha'aina-Torres | Vandœuvre Nancy         | definitivo |
| O                                      | Andrea Rangel            | Cangrejeras de Santurce | definitivo |
| C                                      | Bianca Torres            | -                       | ritirata   |
| L                                      | Okiana Valle             | Atenienses de Manatí    | definitivo |
| S                                      | Lindsey Vander Weide     | Athletes Unlimited      | definitivo |
| L                                      | Nomaris Vélez            | Athletes Unlimited      | definitivo |
| Trasferimenti nel corso della stagione |                          |                         |            |
| C                                      | Alejandra Argüello       | Criollas de Caguas      | definitivo |
| S                                      | Lauren Clark             | -                       | svincolata |
| L                                      | Yavianliz Rosado         | -                       | svincolata |
| P                                      | Kathia Sánchez           | Criollas de Caguas      | definitivo |
| O                                      | Anneclaire ter Brugge    | Cuneo Granda            | definitivo |
| C                                      | Yamisleydis Viltres      | -                       | svincolata |

## Risultati

### LVSF

#### Regular season
| 18 gennaio 2024 Coliseo Gelito Ortega, Naranjito       | Changas de Naranjito    | 0 - 3 | Atenienses de Manatí    | 15-25, 14-25, 11-25               |
| 24 gennaio 2024 Coliseo Gelito Ortega, Naranjito       | Changas de Naranjito    | 0 - 3 | Cangrejeras de Santurce | 22-25, 24-26, 19-25               |
| 26 gennaio 2024 Coliseo Roger L. Mendoza, Caguas       | Criollas de Caguas      | 3 - 2 | Changas de Naranjito    | 27-29, 25-23, 23-25, 25-13, 15-9  |
| 27 gennaio 2024 Coliseo Gelito Ortega, Naranjito       | Changas de Naranjito    | 2 - 3 | Pinkin de Corozal       | 25-19, 25-22, 28-30, 22-25, 10-15 |
| 30 gennaio 2024 Coliseo Rafael Amalbert, Juncos        | Valencianas de Juncos   | 3 - 2 | Changas de Naranjito    | 25-17, 20-25, 25-15, 15-25, 15-6  |
| 1º febbraio 2024 Coliseo Juan Aubín Cruz Abreu, Manatí | Atenienses de Manatí    | 3 - 1 | Changas de Naranjito    | 25-23, 25-22, 23-25, 25-15        |
| 4 febbraio 2024 Coliseo Mario Morales, Guaynabo        | Mets de Guaynabo        | 1 - 3 | Changas de Naranjito    | 20-25, 19-25, 25-14, 21-25        |
| 9 febbraio 2024 Coliseo Gelito Ortega, Naranjito       | Changas de Naranjito    | 0 - 3 | Criollas de Caguas      | 20-25, 23-25, 24-26               |
| 10 febbraio 2024 Cancha José "Pepin" Cestero, Bayamón  | Pinkin de Corozal       | 3 - 2 | Changas de Naranjito    | 22-25, 25-19, 25-18, 18-25, 15-9  |
| 13 febbraio 2024 Coliseo Gelito Ortega, Naranjito      | Changas de Naranjito    | 0 - 3 | Valencianas de Juncos   | 20-25, 21-25, 22-25               |
| 15 febbraio 2024 Coliseo Gelito Ortega, Naranjito      | Changas de Naranjito    | 2 - 3 | Atenienses de Manatí    | 25-23, 15-25, 25-21, 11-25, 8-15  |
| 21 febbraio 2024 Coliseo Gelito Ortega, Naranjito      | Changas de Naranjito    | 3 - 2 | Cangrejeras de Santurce | 21-25, 25-20, 25-19, 22-25, 7-15  |
| 23 febbraio 2024 Coliseo Gelito Ortega, Naranjito      | Changas de Naranjito    | 1 - 3 | Mets de Guaynabo        | 26-28, 25-17, 20-25, 22-25        |
| 25 febbraio 2024 Coliseo Gelito Ortega, Naranjito      | Changas de Naranjito    | 2 - 3 | Pinkin de Corozal       | 22-25, 25-21, 26-24, 23-25, 14-16 |
| 27 febbraio 2024 Coliseo Rafael Amalbert, Juncos       | Valencianas de Juncos   | 3 - 2 | Changas de Naranjito    | 25-17, 20-25, 25-12, 23-25, 16-14 |
| 29 febbraio 2024 Coliseo Juan Aubín Cruz Abreu, Manatí | Atenienses de Manatí    | 3 - 1 | Changas de Naranjito    | 25-23, 17-25, 25-16, 25-13        |
| 2 marzo 2024 Coliseo Gelito Ortega, Naranjito          | Changas de Naranjito    | 3 - 1 | Mets de Guaynabo        | 25-18, 18-25, 28-26, 25-23        |
| 4 marzo 2024 Coliseo Mario Morales, Guaynabo           | Mets de Guaynabo        | 1 - 3 | Changas de Naranjito    | 22-25, 26-28, 25-19, 25-27        |
| 6 marzo 2024 Coliseo Roberto Clemente, San Juan        | Cangrejeras de Santurce | 3 - 1 | Changas de Naranjito    | 23-25, 25-16, 25-13, 25-18        |
| 8 marzo 2024 Coliseo Gelito Ortega, Naranjito          | Changas de Naranjito    | 3 - 1 | Criollas de Caguas      | 28-26, 13-25, 25-12, 25-23        |
| 10 marzo 2024 Cancha José "Pepin" Cestero, Bayamón     | Pinkin de Corozal       | 2 - 3 | Changas de Naranjito    | 24-26, 32-30, 25-13, 17-25, 10-15 |
| 12 marzo 2024 Coliseo Gelito Ortega, Naranjito         | Changas de Naranjito    | 3 - 0 | Valencianas de Juncos   | 30-28, 25-22, 26-24               |
| 15 marzo 2024 Coliseo Roger L. Mendoza, Caguas         | Criollas de Caguas      | 1 - 3 | Changas de Naranjito    | 25-22, 27-29, 21-25, 15-25        |
| 18 marzo 2024 Coliseo Roberto Clemente, San Juan       | Cangrejeras de Santurce | 3 - 0 | Changas de Naranjito    | 25-14, 25-16, 25-18               |

#### Play-off
| Quarti di finale (gara 1) - 24 marzo 2024 Coliseo Juan Aubín Cruz Abreu, Manatí | Atenienses de Manatí | 3 - 1 | Changas de Naranjito | 25-22, 26-24, 23-25, 25-19 |
| Quarti di finale (gara 2) - 26 marzo 2024 Coliseo Gelito Ortega, Naranjito      | Changas de Naranjito | 1 - 3 | Atenienses de Manatí | 14-25, 25-15, 22-25, 22-25 |
| Quarti di finale (gara 3) - 28 marzo 2024 Coliseo Juan Aubín Cruz Abreu, Manatí | Atenienses de Manatí | 1 - 3 | Changas de Naranjito | 21-25, 25-14, 23-25, 20-25 |
| Quarti di finale (gara 4) - 31 marzo 2024 Coliseo Gelito Ortega, Naranjito      | Changas de Naranjito | 3 - 1 | Atenienses de Manatí | 25-23, 22-25, 18-25, 17-25 |

## Statistiche

### Statistiche di squadra
| Competizione | Punti | In casa | In casa | In casa | In trasferta | In trasferta | In trasferta | Totale | Totale | Totale |
| Competizione | Punti | G       | V       | P       | G            | V            | P            | G      | V      | P      |
| ------------ | ----- | ------- | ------- | ------- | ------------ | ------------ | ------------ | ------ | ------ | ------ |
| LVSF         | 29    | 14      | 4       | 10      | 14           | 5            | 9            | 28     | 9      | 19     |
| Totale       | -     | 14      | 4       | 10      | 14           | 5            | 9            | 28     | 9      | 19     |

G = partite giocate; V = partite vinte; P = partite perse

### Statistiche dei giocatori
Dati non disponibili.